# Клер (језеро)
Клер језеро (енгл. Lake Claire) највеће је језеро које је у потпуности у Алберти, Канада. Локација језера је у националном парку Вуд Бафало (енгл. Wood Buffalo), западно од језера Атабаска (енгл. Lake Athabasca). Протеже се између ушћа ријека Пис и Атабаска, и дио је Пис-Атабаска делте система.
Површина је 1,436 кm² (од тога површина острва 21 кm²), надморска висина 213 метара. То је највеће језеро које се читавом површином налази у Алберти. Језеро Атабаска које је гранично језеро са провинцијом Саскачеван површином је веће.
Језеро отиче и регулише водостај на ријекама Бирч и Мекајвор, у језерском систему су и језера Берил и Мамави. Воде отичу у ријеке Пис и Слејв, Велико ропско језеро и ријеку Макензи у Арктички Океан.